# Post mortem auctoris
Post mortem auctoris (afgekort: p.m.a.) is een Latijnse uitdrukking die met name een rol speelt bij het auteursrecht en andere rechten. P.m.a. betekent letterlijk "na de dood van de auteur". In het auteursrecht kan auteur ook een schilder, een fotograaf, een tekenaar betekenen. De afkorting wordt altijd gebruikt in combinatie met een aantal jaren, bijvoorbeeld in de vorm 50 p.m.a.
De meest voorkomende beschermingsperiode voor het auteursrecht is in Europa 70 jaar post mortem auctoris. Als een werk door meerdere auteurs is gemaakt, wordt de beschermingsperiode berekend vanaf het overlijden van de auteur die het langst geleefd heeft.
In de Nederlandse auteurswet wordt p.m.a. niet gebruikt, maar gebruikt men de zinsnede "volgende op het sterfjaar van de maker".